# David Kaufmann
Pour les articles homonymes, voir Kaufmann.

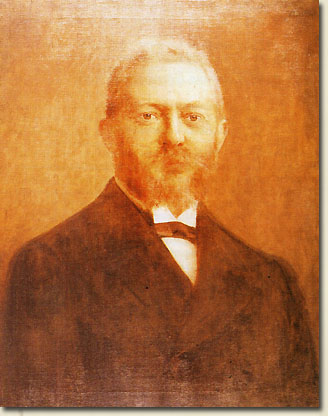
David Kaufmann

David Kaufmann (דוד קאופמן), né le 7 juin 1852 à Kojetein (margraviat de Moravie) et mort le 6 juillet 1899 à Carlsbad (royaume de Bohême), est un rabbin autrichien, spécialiste de l'homilétique, de l'histoire et de la philosophie de la religion, qu'il enseigne à l'École rabbinique de Budapest tout en étant professeur de grec et d'allemand dans le cours préparatoire du même établissement. Il est aussi un grand bibliothécaire, lui-même collectionneur de livres rares et d'incunables. Il écrit de nombreux ouvrages sur l'histoire et l'art juifs ainsi que sur le judaïsme.
Il est un important contributeur de la Revue des études juives.